# Araeoncus
Araeoncus és un gènere d'aranyes araneomorfes de la subfamilia Erigoninae, dins de la família Linyphiidae.
Fou descrit per primera vegada per Eugène Louis Simon l'any 1884.
L'Espècie tipus és Araeoncus humilis (Blackwall, 1841)
Es pot trobar a l'Euràsia i Àfrica.

## Llista d'espècies
Segons The World Spider Catalog 12.0:
- Araeoncus anguineus (L. Koch, 1869)
- Araeoncus caucasicus Tanasevitch, 1987
- Araeoncus clavatus Tanasevitch, 1987
- Araeoncus clivifrons Deltshev, 1987
- Araeoncus convexus Tullgren, 1955
- Araeoncus crassiceps (Westring, 1861)
- Araeoncus curvatus Tullgren, 1955
- Araeoncus cypriacus Tanasevitch, 2011
- Araeoncus discedens (Simon, 1881)
- Araeoncus dispar Tullgren, 1955
- Araeoncus duriusculus Caporiacco, 1935
- Araeoncus etinde Bosmans & Jocqué, 1983
- Araeoncus femineus (Roewer, 1942)
- Araeoncus galeriformis (Tanasevitch, 1987)
- Araeoncus gertschi Caporiacco, 1949
- Araeoncus hanno Simon, 1884
- Araeoncus humilis (Blackwall, 1841)
- Araeoncus hyalinus Song & Li, 2010
- Araeoncus impolitus Holm, 1962
- Araeoncus longispineus Song & Li, 2010
- Araeoncus longiusculus (O. Pickard-Cambridge, 1875)
- Araeoncus macrophthalmus Miller, 1970
- Araeoncus malawiensis Jocqué, 1981
- Araeoncus martinae Bosmans, 1996
- Araeoncus mitriformis Tanasevitch, 2008
- Araeoncus obtusus Bosmans & Jocqué, 1983
- Araeoncus picturatus Holm, 1962
- Araeoncus rhodes Tanasevitch, 2011
- Araeoncus sicanus Brignoli, 1979
- Araeoncus subniger Holm, 1962
- Araeoncus tauricus Gnelitsa, 2005
- Araeoncus toubkal Bosmans, 1996
- Araeoncus tuberculatus Tullgren, 1955
- Araeoncus vaporariorum (O. Pickard-Cambridge, 1875)
- Araeoncus victorianyanzae Berland, 1936
- Araeoncus viphyensis Jocqué, 1981
- Araeoncus vorkutensis Tanasevitch, 1984